# Tom Herron
Tom Herron (Lisburn, 14 dicembre 1948 – Portrush, 26 maggio 1979) è stato un pilota motociclistico britannico.
Anche suo zio, Wilf Herron, corse come pilota professionista.

## Carriera
Corse nel motomondiale nel 1971 e fra il 1973 e il 1979, nelle classi 250, 350 e 500. Corse a bordo di diverse moto: Yamaha, Seeley, Suzuki. Ottenne in tutto due vittorie (Tourist Trophy 1976, nelle classi 250 e 500), quattro secondi posti, otto terzi posti e tre pole position e ottenne, come miglior piazzamento finale, un 2º posto in 350 nel 1977.
Morì per le conseguenze di un grave incidente durante la North West 200 a Portrush il 26 maggio 1979.

## Risultati nel motomondiale

### Classe 250
| 1973 | Classe | Moto   |  |  |  |  |   |  |  |  |  |  |  |  |  | Punti | Pos. |
| ---- | ------ | ------ |  |  |  |  | - |  |  |  |  |  |  |  |  | ----- | ---- |
| 1973 | 250    | Yamaha |  |  |  |  | 9 |  |  |  |  |  |  |  |  | 2     | 40º  |

| 1974 | Classe | Moto   |    |   |    |   |   |   |   |   |   |   |   |    |  | Punti | Pos. |
| ---- | ------ | ------ | -- | - | -- | - | - | - | - | - | - | - | - | -- |  | ----- | ---- |
| 1974 | 250    | Yamaha | NE | - | NE | - | 4 | - | 8 | - | - | - | 8 | 12 |  | 14    | 14º  |

| 1975 | Classe | Moto   |   |   |    |  |   |  |  |  |  |    |  |   |  | Punti | Pos. |
| ---- | ------ | ------ | - | - | -- |  | - |  |  |  |  | -- |  | - |  | ----- | ---- |
| 1975 | 250    | Yamaha | 9 | 7 | NE |  | 7 |  |  |  |  | 10 |  | 6 |  | 16    | 13º  |

| 1976 | Classe | Moto   |    |    |   |   |   |   |    |   |   |   |    |    |  | Punti   | Pos. |
| ---- | ------ | ------ | -- | -- | - | - | - | - | -- | - | - | - | -- | -- |  | ------- | ---- |
| 1976 | 250    | Yamaha | 21 | NE | 7 | 2 | 1 | 7 | 10 | 6 | 5 | 6 | 14 | 13 |  | 47 (52) | 4º   |

| 1977 | Classe | Moto   |   |    |   |   |   |   |   |    |   |   |   |   |     | Punti | Pos. |
| ---- | ------ | ------ | - | -- | - | - | - | - | - | -- | - | - | - | - | --- | ----- | ---- |
| 1977 | 250    | Yamaha | 6 | NE | 7 | 4 | 7 | 7 | 3 | 10 | 9 | 7 | 5 | 5 | Rit | 54    | 5º   |

| 1978 | Classe | Moto   |    |   |    |   |   |     |     |   |   |   |   |   |     | Punti | Pos. |
| ---- | ------ | ------ | -- | - | -- | - | - | --- | --- | - | - | - | - | - | --- | ----- | ---- |
| 1978 | 250    | Yamaha | 11 | 8 | NE | 5 | 4 | Rit | Rit | 5 | 8 | 2 | 3 | - | Rit | 48    | 6º   |

| Legenda | 1º posto        | 2º posto            | 3º posto            | A punti      | Senza punti        | Grassetto – Pole position Corsivo – Giro più veloce |
| Legenda | Gara non valida | Non qual./Non part. | Ritirato/Non class. | Squalificato | '-' Dato non disp. | Grassetto – Pole position Corsivo – Giro più veloce |

### Classe 350
| 1971 | Classe | Moto   |  |  |  |  |    |  |  |  |  |   |  |  |  | Punti | Pos. |
| ---- | ------ | ------ |  |  |  |  | -- |  |  |  |  | - |  |  |  | ----- | ---- |
| 1971 | 350    | Yamaha |  |  |  |  | NE |  |  |  |  | 2 |  |  |  | 2     | 51º  |

| 1974 | Classe | Moto   |  |  |  |  |   |  |    |  |  |    |   |  |  | Punti | Pos. |
| ---- | ------ | ------ |  |  |  |  | - |  | -- |  |  | -- | - |  |  | ----- | ---- |
| 1974 | 350    | Yamaha |  |  |  |  | 4 |  | NE |  |  | NE | 9 |  |  | 10    | 22º  |

| 1975 | Classe | Moto   |    |    |     |     |   |   |   |    |    |     |   |   |  | Punti | Pos. |
| ---- | ------ | ------ | -- | -- | --- | --- | - | - | - | -- | -- | --- | - | - |  | ----- | ---- |
| 1975 | 350    | Yamaha | NQ | 11 | Rit | Rit | - | 3 | - | NE | NE | Rit | 4 | 4 |  | 26    | 9º   |

| 1976 | Classe | Moto   |   |   |   |   |  |   |    |    |   |   |  |   |  | Punti   | Pos. |
| ---- | ------ | ------ | - | - | - | - |  | - | -- | -- | - | - |  | - |  | ------- | ---- |
| 1976 | 350    | Yamaha | 9 | 6 | 5 | 5 |  | 7 | NE | NE | 3 | 3 |  | 9 |  | 41 (45) | 4º   |

| 1977 | Classe | Moto   |   |    |   |     |     |   |   |   |    |   |   |   |     | Punti | Pos. |
| ---- | ------ | ------ | - | -- | - | --- | --- | - | - | - | -- | - | - | - | --- | ----- | ---- |
| 1977 | 350    | Yamaha | 5 | AN | 6 | Rit | Rit | 7 | 4 | 4 | NE | 6 | 4 | 2 | Rit | 56    | 2º   |

| 1978 | Classe | Moto   |     |    |     |   |    |   |    |   |   |   |   |   |   | Punti | Pos. |
| ---- | ------ | ------ | --- | -- | --- | - | -- | - | -- | - | - | - | - | - | - | ----- | ---- |
| 1978 | 350    | Yamaha | Rit | NE | Rit | 4 | 11 | 6 | NE | 5 | 3 | 2 | 5 | 8 | - | 50    | 5º   |

| Legenda | 1º posto        | 2º posto            | 3º posto            | A punti      | Senza punti        | Grassetto – Pole position Corsivo – Giro più veloce |
| Legenda | Gara non valida | Non qual./Non part. | Ritirato/Non class. | Squalificato | '-' Dato non disp. | Grassetto – Pole position Corsivo – Giro più veloce |

### Classe 500
| 1974 | Classe | Moto            |  |  |    |  |    |  |  |   |    |    |    |    |  | Punti | Pos. |
| ---- | ------ | --------------- |  |  | -- |  | -- |  |  | - | -- | -- | -- | -- |  | ----- | ---- |
| 1974 | 500    | Yamaha e Suzuki |  |  | 11 |  | 15 |  |  | 9 | 11 | 16 | NE | NE |  | 2     | 31º  |

| 1975 | Classe | Moto               |  |    |   |  |  |    |  |     |    |  |  |    |  | Punti | Pos. |
| ---- | ------ | ------------------ |  | -- | - |  |  | -- |  | --- | -- |  |  | -- |  | ----- | ---- |
| 1975 | 500    | Yamaha e Matchless |  | NE | 8 |  |  | 21 |  | Rit | 12 |  |  | NE |  | 3     | 34º  |

| 1976 | Classe | Moto   |  |    |  |    |   |  |    |   |  |     |  |    |  | Punti | Pos. |
| ---- | ------ | ------ |  | -- |  | -- | - |  | -- | - |  | --- |  | -- |  | ----- | ---- |
| 1976 | 500    | Yamaha |  | 12 |  | NE | 1 |  | 12 | 9 |  | Rit |  | NE |  | 17    | 13º  |

| 1977 | Classe | Moto   |  |    |  |  |    |  |    |  |    |  |  |  |  | Punti | Pos. |
| ---- | ------ | ------ |  | -- |  |  | -- |  | -- |  | -- |  |  |  |  | ----- | ---- |
| 1977 | 500    | Yamaha |  | NP |  |  | NE |  | NE |  | NQ |  |  |  |  | 0     |      |

| 1978 | Classe | Moto   |  |    |     |  |  |  |   |  |  |  |  |    |    | Punti | Pos. |
| ---- | ------ | ------ |  | -- | --- |  |  |  | - |  |  |  |  | -- | -- | ----- | ---- |
| 1978 | 500    | Suzuki |  | 13 | Rit |  |  |  | 9 |  |  |  |  | NE | NE | 2     | 28º  |

| 1979 | Classe | Moto   |   |   |     |   |    |  |  |  |  |  |  |    |  | Punti | Pos. |
| ---- | ------ | ------ | - | - | --- | - | -- |  |  |  |  |  |  | -- |  | ----- | ---- |
| 1979 | 500    | Suzuki | 3 | 4 | Rit | 3 | NP |  |  |  |  |  |  | NE |  | 28    | 10º  |

| Legenda | 1º posto        | 2º posto            | 3º posto            | A punti      | Senza punti        | Grassetto – Pole position Corsivo – Giro più veloce |
| Legenda | Gara non valida | Non qual./Non part. | Ritirato/Non class. | Squalificato | '-' Dato non disp. | Grassetto – Pole position Corsivo – Giro più veloce |